# Integrációs Demokratikus Unió
Az Integrációs Demokratikus Unió egy kisebbségvédelmi politikai párt Észak-Macedóniában, melyet 2001-ben alapított meg az ország albán kisebbségének egy része. A párt jobbközép párt, szociálkonzervatív elveket vall és támogatja Észak-Macedónia EU-csatlakozását.

## Választási eredmények
| Választás éve | Szavazatok száma | Szavazatok aránya | Parlamenti szerepe |
| ------------- | ---------------- | ----------------- | ------------------ |
| 2002          | 144 913          | 12,1              | kormánypárt        |
| 2006          | 114 301          | 12,2              | ellenzék           |
| 2008          | 126 522          | 12,8              | kormánypárt        |
| 2011          | 115 092          | 10,2              | kormánypárt        |
| 2014          | 153 646          | 14,2              | kormánypárt        |
| 2016          | 86 796           | 7,5               | kormánypárt        |
| 2020          | 104 699          | 11, 48            | kormánypárt        |